# Arturo Ameghino
Arturo Ameghino (La Plata, 1869-Buenos Aires, 1949) fue un químico, médico, psiquiatra y neurólogo argentino, uno de los más importantes en el campo neuropsiquiátrico a nivel regional en lo que al siglo XX se refiere. Fue considerado uno de los semiólogos más destacados de su país.

## Biografía
Nació en 1869 en la ciudad de La Plata, provincia de Buenos Aires. Inicialmente estudió Farmacia y luego Medicina, consiguiendo el título en ambas carreras. Realizó sus estudios superiores en el campo de la neuropsiquiatría entre 1911 y 1914, en la Universidad de París, Francia.
Cuando volvió a la Argentina tras sus cursos, fue nombrado jefe de Clínica Neurológica de la Facultad de Medicina y médico Interno del Hospicio de Las Mercedes. Además, en 1931 accedió a la titularidad de la Cátedra de Clínica Psiquiátrica en la Universidad de Buenos Aires, siendo el sucesor de José T. Borda y el inmediato antecesor de Gonzalo Bosch en este rol.
En 1927, fundó la Revista Argentina de Neurología, Psiquiatría y Medicina Legal.
Falleció en 1949, en Buenos Aires.

## Trabajos
Además de ser uno de los primeros semiólogos en el campo de las enfermedades psiquiátricas, Ameghino realizó numerosos estudios orientados a la autopsia, la alienación y la emoción violenta. También tuvo la oportunidad de observar y analizar las costumbres de aborígenes tobas, chiriguanos y matacos en la provincia de Chaco hacia 1936.
En cuanto a sus teorías psiquiátricas, se mostró crítico especialmente con el diagnóstico de demencia precoz que se utilizaba y que había sido ideado por Kraepelin en 1893. Ameghino postuló que el criterio de su creador solía contradecirse a sí mismo, y que ante esta perspectiva lo mejor era respetar la clasificación tradicional de patologías mentales hasta avanzar en un sistema nuevo y eficiente.